# 노이에 도이체 벨레
노이에 도이체 벨레(NDW, Neue Deutsche Welle, New German Wave)는 포스트 펑크, 뉴 웨이브 음악이 전자 음악의 영향을 받아 파생된 서독의 록 음악 장르이다. 이 용어는 독일 청취자들 사이에서 큰 인기를 끌었던 전국 라디오 방송국 힐베줌 3에서 네덜란드 라디오 DJ 프리츠 스피스가 처음 만들었다. 얼마 지나지 않아 이 용어는 서독 잡지 사운드스의 1979년 8월 호에 실린 부르크하르트 사일러의 레코드 가게 광고에서 사용되었다. 이후 언론인 알프레트 히스베르크가 Neue Deutsche Welle - Aus grauer Städte Mauern이라는 기사에서 이 용어를 사용했다.

## 역사

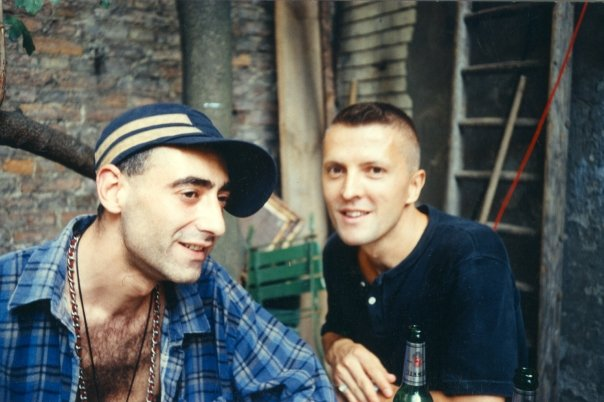
D.A.F

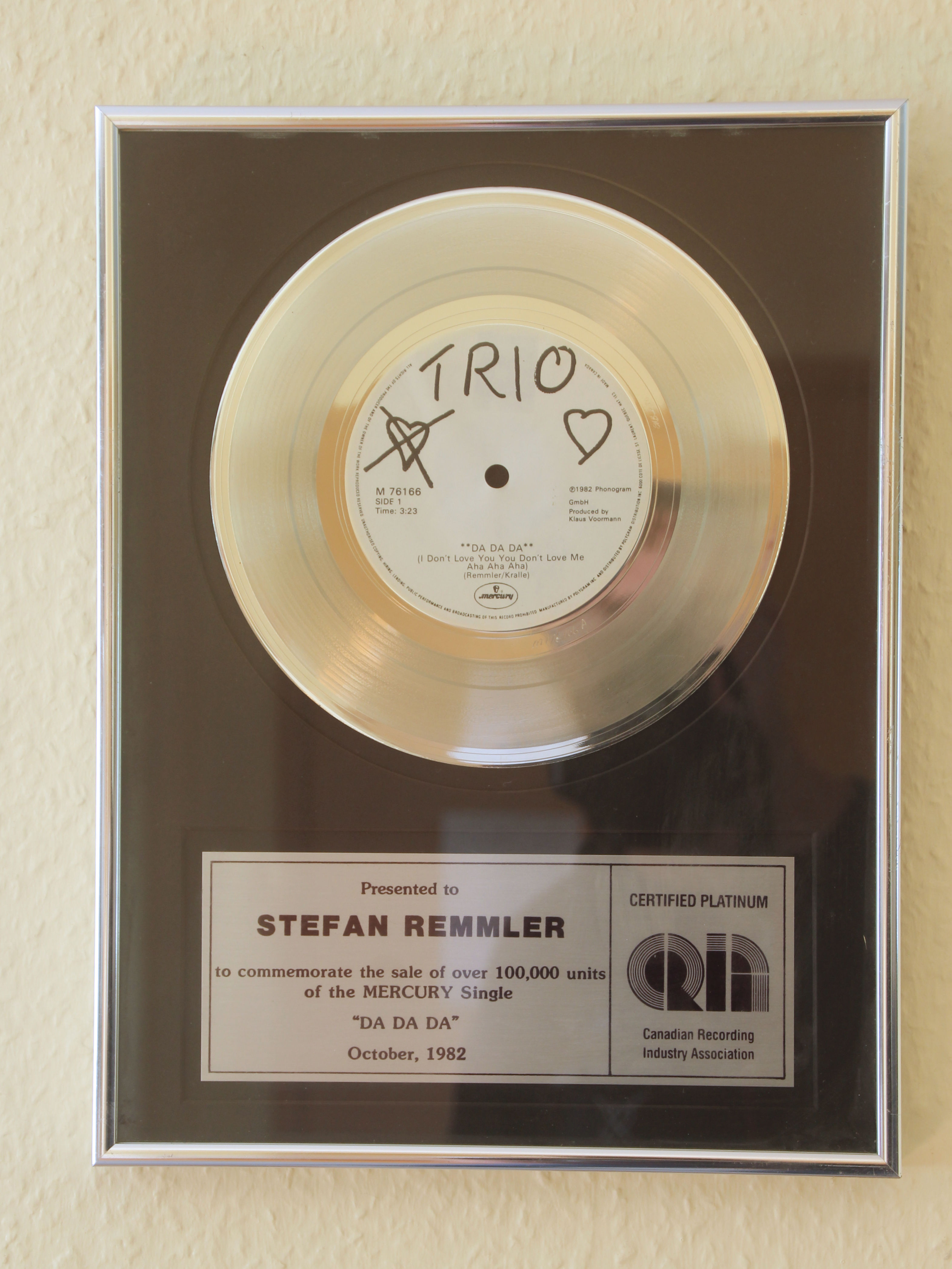
1982년 10월 캐나다 음반 산업 협회에서 발행한 트리오의 Da da da 플래티넘 기록

노이에 도이체 벨레의 역사는 두 가지 중요 부분으로 나뉜다. 1981년까지 이 장르는 대부분 영국 펑크와 뉴 웨이브 음악에 뿌리를 둔 언더그라운드 운동이었다. 이 운동은 독창적이고 독특한 스타일로 빠르게 발전했으며, 많은 밴드가 초기부터 받아들였던 독일어의 다양한 사운드와 리듬에 적지 않은 영향을 받았다. 네나 같은 아티스트는 일부 가사에서 냉전 시대 서독 도시의 시대정신을 나타내는 한편, 트리오와 같은 아티스트들은 의미를 표현하기 위해 언어를 사용하기 보다는 단순히 소리나 그래픽 퀄리티를 이용한 초현실적인 방식으로 음악을 만들었다.
이 기간 동안 NDW 운동의 주요 중심지는 서베를린, 뒤셀도르프, 함부르크, 하노버, 하겐이었고, 보다 작은 규모였지만 프랑크푸르트 라인-마인 지역, 림부르크안데어란, 비엔나 등에서도 활동이 있었다.
1980년 경부터 음악 산업은 노이에 도이체 벨레를 주목하기 시작했다. 그러나 해당 음악 장르의 특이한 특성으로 인해 기존 밴드를 홍보하기보다는 메인스트림에 더 잘 어울리는 새로운 밴드를 만드는 데에 초점을 옮겼다. 이에 수많은 밴드가 등장했다가 원 히트 원더가 되거나 빠른 속도로 잊혀지게 되었다. 한편 NDW라는 이름은 이와 같은 밴드 뿐만 아니라, 애초에 NDW 사운드의 영향을 전혀 받지 않은, 독일어 가사를 주로 사용하는 아티스트들까지 총칭하게 되었다. 이 때문에 많은 오리지널 뮤지션들이 좌절감에 등을 돌리게 되었고, 장르 전체가 빠르게 쇠퇴했다.
2003년에 DJ Hell의 컴필레이션 New Deutsch가 출시되면서 영어권에서 NDW에 대한 관심이 다시 생겨났다. NDW는 이후 댄스 펑크, 일렉트로닉 바디 뮤직, 일렉트로 클래시 장르 작품들의 전신으로 인정받게 되었다.
2000년대에는 베를린을 기반으로 한 랩 레이블 Aggro Berlin이 NDW를 사용하여 새로운 독일 랩의 움직임을 설명했다. Aggro의 아티스트 Fler는 2005년 발매한 싱글의 제목을 Neue Deutsche Welle로 이름 붙였다. 밴드 Wir sind Heiden 또한 NDW에 영향을 받았다.

## 같이 보기
- 댄스펑크
- 일렉트로펑크